# Klaus Peter Möller (Politiker, 1966)

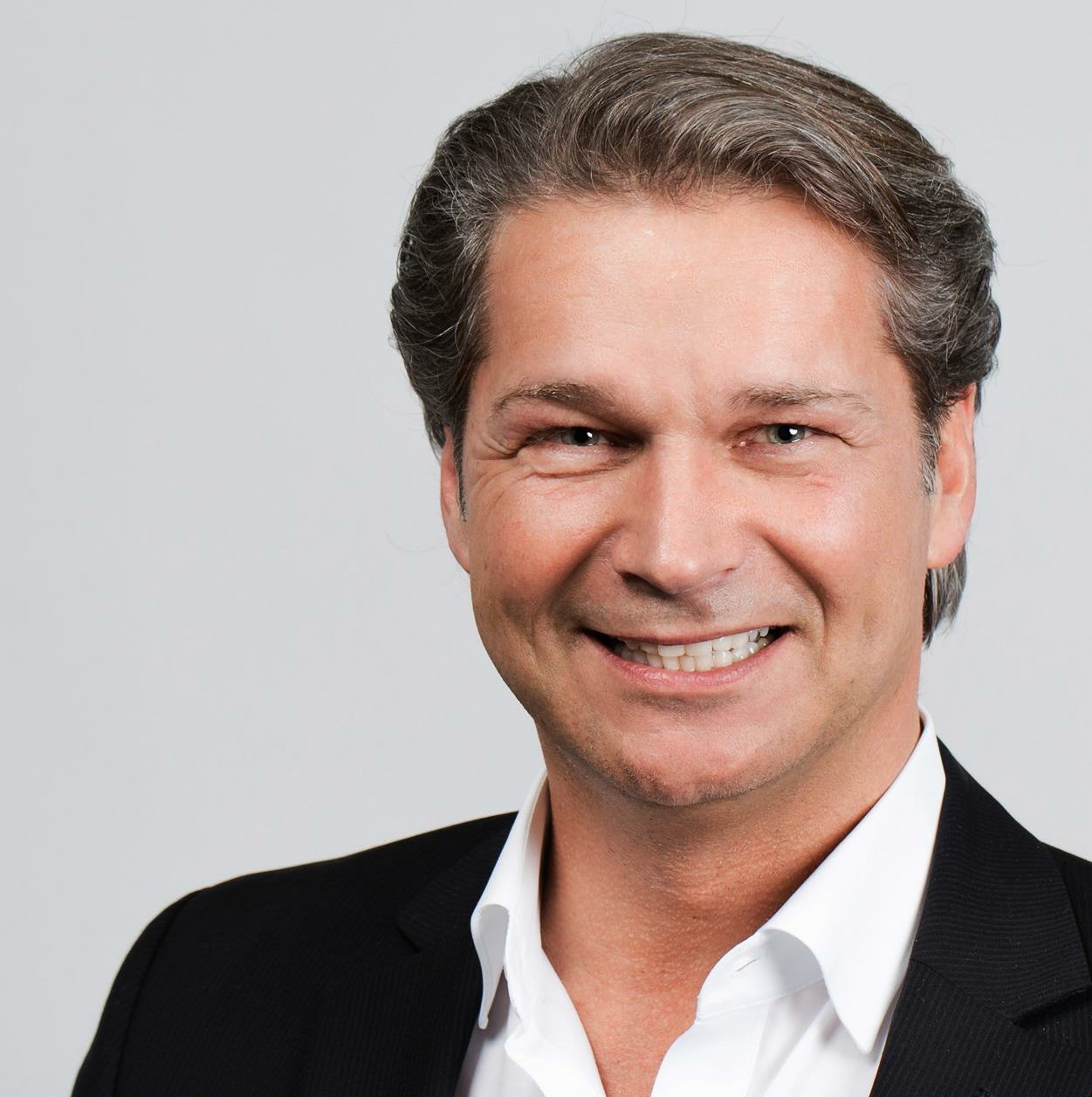
Klaus Peter Möller

Klaus Peter Möller (* 22. März 1966 in Lich) ist ein hessischer Politiker (CDU). Er war von 2003 bis 2009 und von März 2016 bis Oktober 2018 Abgeordneter des Hessischen Landtags.

## Ausbildung und Beruf
Nach seinem Abitur im Jahr 1986 folgte von 1986 bis 1989 eine Ausbildung zum Zahntechniker. Neben seiner Berufstätigkeit studierte Möller einige Semester Zahnmedizin, bis er von 1997 bis 1998 die Meisterschule in Ronneburg (Thüringen) besuchte. In Erfurt legte er 1999 die Meisterprüfung im Zahntechnikerhandwerk ab und ist seit 1999 Zahntechnikermeister. Als selbstständiger Zahntechnikermeister war Möller einige Jahre im elterlichen Betrieb in Gießen tätig, ehe seine Abgeordnetentätigkeit in Hessen begann.
Seit 2006 ist Möller selbständiger Kaufmann und als solcher Inhaber der Immobilienverwaltung sucasa in Gießen.
Nach Ende seiner Abgeordnetentätigkeit war er bis 2019 selbstständiger Bezirksleiter für Lotto Hessen. Seit 2019 ist er hauptberuflich als selbstständiger Kaufmann und Geschäftsführer in der Immobilienwirtschaft tätig und hat in diesem Bereich seither seine wirtschaftliche Tätigkeit sukzessive ausgebaut und ist Inhaber verschiedener Unternehmen.
Möller ist verheiratet und Vater einer Tochter und eines Sohnes.

## Politik

### Partei
Möller ist seit 1987 Mitglied der CDU und dort seit über 30 Jahren in mehreren Ämtern aktiv.
Von 1999 bis 2022 war er fast 24 Jahre lang Vorsitzender der CDU Gießen sowie von 2001 bis 2022 über 21 Jahre lang stellvertretender Kreisvorsitzender. In dieser Funktion war er zunächst viele Jahre Stellvertreter des Kreisvorsitzenden Volker Bouffier und später von Helge Braun.
Seit 1993 ist Möller durchgehend Stadtverordneter der Universitätsstadt Gießen, seit 2001 Vorsitzender der CDU-Fraktion. von 2002 bis 2023 war Möller stellvertretender Bezirksvorsitzender der CDU Mittelhessen.
2022 wurde er von den Mitgliedern der CDU Gießen zum Ehrenvorsitzenden auf Lebenszeit gewählt.
In Gießen ist Möller seit 1993 durchgehend Stadtverordneter und war 2001, 2006, 2011 und 2021 Spitzenkandidat der CDU bei der Kommunalwahl. Seit der Kommunalwahl 2001, bei der die 16-jährige Regierungszeit von Rot-Grün abgewählt wurde, ist er Fraktionsvorsitzender der CDU in Gießen. Unter seinem Vorsitz regierte die CDU von 2001 bis 2006 in einer sog. „Bürgerlichen Koalition“ mit FW und FDP. 2006 bildete sich unter seinem Vorsitz die erste „Jamaika-Koalition“ (CDU, Bündnis 90/Die Grünen, FDP) in einer größeren hessischen Stadt, die sich als stabiler erwies als von Kritikern (auch in den eigenen Reihen) erwartet. Nach der Kommunalwahl 2016 fand sich eine sog. „Kenia-Koalition“ (SPD, CDU, Bündnis 90/Die Grünen) zusammen, womit die Gießener CDU mit Möller ein weiteres Mal einen bislang neuen Weg beschritt.
Als Stadtverordneter gehörte Möller von 1993 bis 2001 dem Bau- und Verkehrsausschuss, dem Sozialausschuss und schließlich seit 2001 dem Haupt-, Finanz- und Rechtsausschuss und dem Ältestenrat an.
Von 2011 bis 2016 und seit 2021 ist Möller auch Kreistagsabgeordneter. Durch Kumulieren wurde er 2011 auf dem ursprünglichen Listenvorschlag der CDU um fast 20 Plätze nach vorne gewählt, sodass er einen Platz in der neuen Kreistagsfraktion der CDU gewinnen konnte. Ähnlich deutlich kumulierten ihn die Bürgerinnen und Bürger 2021 wieder in die Kreistagsfraktion. Im Kreistag gehörte er von 2011 bis 2016 dem Haupt- und Finanzausschuss an. 2012 bis 2016 war er stellvertretender Vorsitzender der Kreistagsfraktion. Seit 2021 ist Möller wieder Kreistagsabgeordneter im Landkreis Gießen und gehört hier dem Ausschuss für Mobilität, Infrastruktur und Digitalisierung an.
2013 erhielt Möller für 20 Jahre ehrenamtliche Tätigkeit in der Kommunalpolitik die Ehrenbezeichnung Stadtältester der Universitätsstadt Gießen sowie die „Silberne Ehrenplakette“ seiner Heimatstadt. 2021 wurde ihm die Goldene Ehrennadel der Universitätsstadt Gießen verliehen. 2022 wählten ihn die Mitglieder der CDU Gießen zum Ehrenvorsitzenden auf Lebenszeit.

### Abgeordneter
In den Jahren 2003 bis 2009 war Möller Mitglied des Hessischen Landtags. Er wurde in seinem Wahlkreis 18 (Gießen I) bei der Landtagswahl 2003 direkt gewählt und engagierte sich durchgängig bis 2008 im Innenausschuss (INA) und Wirtschaftsausschuss (WVA) des Hessischen Landtags. Von 2003 bis 2006 gehörte er dem Sozialpolitischen Ausschuss (SPA) und von 2005 bis 2008 dem Ausschuss für Umwelt und Verbraucherschutz (ULA) an. Von 2005 bis 2009 war er Energiepolitischer Sprecher (Wirtschaft) der CDU-Landtagsfraktion. Ab 2008 war er zudem Mitglied im Europaausschuss (EUA) des Hessischen Landtags.
Möller war Mitinitiator des hessischen „BID-Gesetzes“ INGE zur Belebung innerstädtischer Geschäftsquartiere und wurde für sein Engagement für den Innenstadthandel von dessen Interessengemeinschaft 2009 mit dem 1. „Gießener Sternenfänger“ geehrt.
Er setzte sich während seiner ersten Abgeordnetenzeit erfolgreich für zahlreiche Landesinvestitionen in den Hochschulbau in Gießen (Biomedizinisches Forschungszentrum Seltersberg BMFS, Kinderherzzentrum, Neubauten der Fachhochschule bzw. der Technischen Hochschule Mittelhessen (THM), Klinikum u. v. a.) und die umfassende Sanierung und Erweiterung der Sporthalle Ost (Spielstätte der LTi Gießen 46ers) ein.
Für die Landtagswahl in Hessen 2008 wurde Möller durch die Delegierten des Wahlkreises 18 erneut zum Kandidaten gewählt. Bei der Landtagswahl am 27. Januar 2008 konnte er zwar sein Direktmandat nicht verteidigen, zog aber über die Landesliste für eine weitere Legislaturperiode in den Hessischen Landtag ein. Bei der Landtagswahl in Hessen 2009 gelang es ihm erneut nicht, den Wahlkreis direkt zu gewinnen. Da die CDU 2009 ausschließlich Direktmandate erhielt, konnte kein Kandidat über die Landesliste gewählt werden und Möller schied nach zunächst sechs Jahren Zugehörigkeit aus dem Parlament aus.
Vom 24. März 2016 bis zum Ende der Legislatur im Oktober 2018 war er wieder Mitglied des Hessischen Landtags. Er rückte für den verstorbenen Günter Schork nach. Möller war Sprecher der CDU im Hauptausschuss des Hessischen Landtags. Zudem gehörte er wieder dem Wirtschaftsausschuss (WVA) an und war Mitglied im Kulturpolitischen Ausschuss (KPA) und im Ausschuss für Datenschutz (UDS). Bei der Landtagswahl 2018 war er zwar Direktkandidat der CDU, konnte aber erneut nicht das Direktkandidat gewinnen und zog auch nicht über die Landesliste ein, so dass er sein Mandat im Hessischen Landtag verlor.

## Sonstige Ämter
Möller war 2002–2022 über 20 Jahre lang Mitglied im Aufsichtsrat der Stadtwerke Gießen AG. Dem Verwaltungsrat der Sparkasse Gießen gehörte Möller 2001 bis 2021 fast durchgehend an und war bis 2016 Mitglied im Aufsichtsrat der Landesgartenschau Gießen 2014 GmbH. Seit 2021 ist Möller Mitglied im Aufsichtsrat der Wohnbau Gießen GmbH. Mitglied im Vorstand der Mittelstandsvereinigung Mittelhessen (MIT) ist Möller seit 2023.
1990 gründete er den „Giessen Busters Baseball Club e. V.“, dessen Vorsitzender er von 1990 bis 1998 war. Während seiner Tätigkeit als stellvertretender Vorsitzender des Hessischen Baseball Verbandes HBSV und Ligaobmann wurden die Busters binnen weniger Jahre zum zwischenzeitlich zweitgrößten Baseballverein Hessens. Als Mitbegründer der Bürgerinitiative „ProPolizei Gießen e. V.“ im Jahr 1991 gehörte Möller über Jahre dessen Vorstand an. 
Möller ist Mitglied in verschiedenen Vereinen und Fördervereinen seiner Heimatregion und seiner ehemaligen Schulen und ist Mitglied der Deutschen Parlamentarischen Gesellschaft in Berlin.
Möller ist auch als Karnevalist bekannt, war 1992/93 Faschingsprinz in Gießen und gehört seitdem zu den Förderern des Fassenachts-Brauchtums seiner Heimatstadt.

## Ehrungen
- 2004: Ehrenbrief des Landes Hessen
- 2009: Ehrenpreis des Gießener Innenstadthandels
- 2013: Silberne Ehrenplakette der Universitätsstadt Gießen
- 2013: Stadtältester der Universitätsstadt Gießen
- 2021: Goldene Ehrennadel der Universitätsstadt Gießen
- 2022: Ehrenvorsitzender der CDU Gießen auf Lebenszeit